# Куницын, Владимир
Владимир Куницын (род. 13 июля 1987 года) — эстонский подводный ориентировщик.

## Карьера
Подводным спортом занимается с 1999 года в клубе «Фортуна» под руководством Татьяны Гнездиловой и Натальи Майер. 
Бронзовый призёр чемпионата мира 2013 года. Многократный чемпион Эстонии.
Окончил институт физической культуры в Таллиннском Университете в 2011 году. Тренерскую карьеру начал в 2005 году.